# Капранов Сергій Віталійович
Капра́нов Сергі́́й Віта́лійович (нар. 31 січня 1963, м. Дубоссари, Молдавська РСР) — культуролог, релігієзнавець, японознавець.

## Життєпис
Народився 31 січня 1963 року в місті Дубоссари, Молдавська РСР. Має молодших братів — Віталія та Дмитра.
Закінчив НаУКМА, магістр культурології (1998). Кандидат філософських наук (2002). Старший науковий співробітник (2011). Працює в Інституті сходознавства ім. А. Ю. Кримського НАНУ, старший науковий співробітник. За сумісництвом викладає у НаУКМА, Міжнародному Соломоновому університеті, університеті «Східний світ», Лауреат премії Миколи Кравця (НаУКМА) (1995).
Брав участь у 35-му Міжнародному конгресі ICANAS у Будапешті (1997); VIII та Х Міжнародних конференціях Європейської асоціації японознавців (EAJS) у Будапешті (1997) та Варшаві (2003); XIX світовому конгресі Міжнародної асоціації історії релігії (IAHR) у Токіо (2005); 6-му міжнародному симпозіумі Міжнародного наукового товариства сінто (International Shinto Foundation) в Токіо (2000); I, II, IV Торчинівських читаннях у Санкт-Петербурзі (2004, 2005, 2007); а також інших наукових форумах у Шанхаї (2005); Бухаресті (2006) тощо.
Має більше 100 опублікованих праць.

## Твори
- «Ісе моноґатарі» як пам'ятка японської релігійно філософської культури доби Хейан. — К., 2004. — 168 с.;
- Просторова структура картини світу класичної японської культури (на матеріалі «Ісе моноґатарі»)// Сходознавство. — 1999. — № 7-8. — С. 92-106;
- Храм Сумійосі-тайся та японська культура// СС. — 2001. — № 1. — С. 121—136;
- «Ісе моноґатарі дзуйно» у світлі трансперсональної психології// Дослідження цивілізацій Сходу та Заходу: історія, філософія, філологія. До ювілею Олени Огнєвої. Зб. ст. — К., 2004. — С. 119—122;
- Сакральні центри школи Ніцірена в Японії (гора Мінобу та Ікеґамі Хоммондзі)// Маґітеріум. — Вип. 19. Культурологія. — К, 2005. — С. 33-40;
- Просторова структура святилища Сумійосі-тайся// Національний університет «Києво-Могилянська академія». Наук. записки. — К., 2006. — Том 49. Теорія та історія культури. — С. 56-62.